# Jeanne Even
Jeanne Even (née Jeanne Marie Courtois le 31 août 1877 à Saïgon en Cochinchine et morte le 24 janvier 1950 à Clichy) est une actrice française, pensionnaire de la Comédie-Française.

## Biographie
Elle était fille de Marie Charles Courtois, polytechnicien, capitaine à l’état-major particulier du Génie, chef de bataillon du Génie à la direction du Génie en Cochinchine (né à Paris ancien 2e le 3 mars 1839), épouse le 15 janvier 1870 à Paris 7e Valentine Marie Louise Desquibes (née à Paris ancien 3e le 28 mars 1850), et de Valentine Marie Louise Desquibes.
Elle passait des cours à Paris à l’École classique de la rue Charras. Le 21 juillet 1893, Le Rappel no 8533 écrivit sur les résultats des concours de déclamation et d’opéra-comique de l’École classique de la rue Charras, qui ont lieu sous la présidence d'Édouard Chavagnat : « du concours de déclamation : Comédie (femmes) : 1er accessit Mlle Jeanne Even, élève de M. Jolliet. » Au concours du Conservatoire de Paris en 1896, elle obtient un 2e accessit à la tragédie et un 1er accessit à la comédie.
On ne sait pas pourquoi elle s'est appelée Jeanne Even. En raison de son nom de scène, la rumeur a circulé qu'elle était luxembourgeoise et la fille de Jean-Pierre Even (1828-1886), député-maire de Beaufort, qui avait une fille appelée Marie Jeanne Even, née en 1864 à Thionville. Cette rumeur a cependant été rejetée en 2016.
À Paris, à l’époque, Jeanne Even devint une actrice connue. Depuis 1900, elle jouait au Théâtre de l'Odéon. Le 19 juin 1900, Le Radical écrivit : « À l’Odéon. M. Ginisty vient d’engager Mlle Jeanne Even, la jeune et charmante tragédienne. » Et le 5 mars 1902, Le Radical écrivit de « Mlle Courtois, dite Jeanne Even, de l’Odéon. » Elle jouait également au Théâtre Antoine et au Théâtre Femina, à Paris. De 1911 à 1927, elle était la 266e pensionnaire de la Comédie-Française.
Le 28 juin 1927, à Paris 7e, a eu lieu le mariage de Jeanne Even avec l'auteur dramatique Eugène Brieux (1858-1932). Le lendemain, 29 juin, Le Journal no 12673 écrivit : « Le mariage de M. Eugène Brieux et de Mlle Jeanne Even. Un mariage bien parisien a été célébré, hier matin, à la mairie du 7e arrondissement, celui de M. Eugène Brieux, membre de l’Académie française, et de Mme Jeanne Even, ancienne pensionnaire de la Maison de Molière. Le témoin de l’auteur de ‘Blanchette’ était M. Barthou, vice-président du conseil, et M. Fabre, administrateur de la Comédie-Française, celui de Mme Even. »
Eugène Brieux, depuis 1878, en premières noces, était marié avec Blanche Bricout (1858-1925). Il est mort le 6 décembre 1932, ayant auprès de lui Jeanne Even.
Le 27 octobre 1933, Ciné-Comoedia publia « Une lettre de Madame Brieux au producteur du film La Robe rouge ». Le 2 décembre 1935, les aveugles de guerre ont inauguré la plaque à la mémoire de Brieux, leur « grand-père », sur la maison qu’habita Eugène Brieux dans l’avenue Frochot, « en présence de Mme Eugène Brieux, veuve de l’écrivain ».
Le 6 décembre 1936, la municipalité de Cannes a honoré la mémoire d’Eugène Brieux en apposant une plaque commémorative sur les murs de la villa « Le Pin qui danse » qu’il habita de 1920 à 1926, et de donner son nom à une rue du quartier de la Croisette, « d’accord avec Mme Brieux ».
Jusqu'à sa mort, Jeanne Brieux-Courtois eut des copyrights pour des œuvres d’Eugène Brieux.

## Théâtre
Rôles au Théâtre de l'Odéon (e.a.) :
- Œnone, dans Phèdre de Jean Racine, musique de Jules Massenet, 8 décembre 1900[11].
- Fanny, dans Le Luxe des autres, de P. Bourget et H. Amic, 20 février 1902.
- La princesse, dans Résurrection de H. Bataille d'après le roman de Tolstoï, 14 novembre 1902
- La Saga, dans Les Noces corinthiennes d'Anatole France, 30 janvier 1902[12].
- Mme Duprat, dans Poste restante de Serge Basset, 29 octobre 1903.
- Pauline, dans Polyeucte de Pierre Corneille, 6 novembre 1903.
- Phoedime, dans Mithridate de Jean Racine, 11 novembre 1903.
- Rosemont, dans Le Premier Venu de Jean-Baptiste-Charles Vial, 3 décembre 1903[13].
- Araminthe, dans Les Ménechmes de Jean-François Regnard, 18 février 1904.
- Arsinoë, dans Le Misanthrope de Molière, 3 mars 1904.
- La Douairière, dans Le Roi Galant de Marsolleau et M. Soulié, 21 avril 1904[14].
- Hélène, dans La Déserteuse d’Eugène Brieux et Jean Sigaux, 15 octobre 1904.
- Gildis, dans Armide et Gildis, de Camille de Sainte-Croix, 26 novembre 1904.
- Nourrice, dans Hippolyte couronné de Bois, 23 mars 1905.
- Mme de Moisand, dans La Souris d’Edmond Pailleron, 25 octobre 1905.
- Dorothée, dans Don Juan d'Autriche de Casimir Delavigne, 28 octobre 1905.
- Renaude, dans L'Arlésienne d'Alphonse Daudet, musique de Georges Bizet, 18 novembre 1905.
- La comtesse, dans Les Plaideurs de Jean Racine, 21 décembre 1905[15].
- Euryclée, dans Endymion d'Achille Richard, 29 mars 1906.
- Herminie, dans Le Jeu des ans et de l’amour d’Adolphe Aderer et Armand Éphraïm, 21 mai 1906.
- Nancy, dans Biribi de Georges Darien et Lauras, 5 novembre 1906[16].

Rôles au Théâtre Antoine :
- Mme Hardouin, dans Le Bluff de Georges Thurner, 10 janvier 1907.
- Lydie Ivanovna, dans Anna Karénine d’après Léon Tolstoï, adaptation d'Edmond Guiraud, 30 janvier 1907.
- Mme Baudricourt, dans La Sacrifiée de Gaston Devore, 19 septembre 1907.
- Mme Letison, dans Monsieur Codomat de Tristan Bernard, 17 octobre 1907.
- Mistress Brent, dans Sherlock Holmes d’après Arthur Conan Doyle et William Gillette, adaptation de Pierre Decourcelle, 20 décembre 1907.
- Rosemonde, dans Ubu roi d'Alfred Jarry, 15 février 1908.
- Mme de Blaye, dans Répudiée de Louise Dartigue, 1er octobre 1908[17].
- Mme Clergeot, dans L’Oreille fendue de Lucien Népoty, 16 octobre 1908[18].
- Julia, dans Master Bob, gagnant du derby d'Henry de Brisay et Marcel Lauras, 21 avril 1909[19].
- Catherine Archer, dans 1812 de Gabriel Nigond, 1er mars 1910.
- Mme Esselin, dans La Bête d’Edmond Fleg, 4 mars 1910.

Rôles au Théatre Fémina (Paris) :
- Mme Turpin, dans Les Jumeaux de Brighton de Tristan Bernard, 16 mars 1908.

Rôles à la Comédie-Française,, :
- Cléone dans Andromaque de Jean Racine, 1911 (et 1912, 1913, 1915, 1919, 1920, 1921, 1923).
- Doris dans Iphigénie de Jean Racine, 1911 (et 1912, 1920, 1921).
- Comtesse dans Les Plaideurs de Jean Racine, 1911 (et 1922, 1923).
- Œnone dans Phèdre de Jean Racine, 1911 (et 1912, 1913, 1917, 1920, 1921, 1922, 1923, 1924).
- Marceline dans Le Mariage de Figaro de Beaumarchais, 1912 (et 1913, 1915, 1920, 1922, 1923, 1924, 1926).
- Clara, dans Antony d’Alexandre Dumas, 27 juin 1912.
- Phoedime dans Mithridate de Jean Racine, 1912 (et 1913, 1918, 1920, 1921, 1923, 1924, 1926).
- Albine dans Britannicus de Jean Racine, 1912 (et 1918, 1919, 1920, 1921, 1922, 1923, 1924, 1926).
- Claudine, dans Yvonic de Paul Ferrier et Jeanne Paul-Ferrier, 20 août 1913.
- Mme de Plessans, dans La Marche nuptiale d'Henry Bataille, 24 novembre 1913.
- Panope dans Phèdre de Jean Racine, 1914 (et 1917, 1918, 1919, 1920, 1921, 1922, 1923).
- Céphise dans Andromaque Jean Racine, 1914 (et 1918, 1919, 1920, 1921, 1922).
- La nourrice, dans Sophonisbe d’Alfred Poizat, 1914.
- Mme Hubert, dans Le Prince charmant de Tristan Bernard, 12 juillet 1914
- Mme de Sotenville dans Georges Dandin de Molière, 1916 (et 1917, 1918, 1919, 1920, 1921, 1922, 1925)[23].
- Egine dans Iphigénie de Jean Racine, 1917.
- Mme Lepic, dans Poil de carotte de Jules Renard, 11 janvier 1917.
- Anna, dans Les Sœurs d’amour d'Henry Bataille, 15 avril 1919.
- Lady Montaigu, dans Juliette et Roméo d’André Rivoire, d’après William Shakespeare et Luigi da Porto, 1er juin 1920.
- Clotho, dans La Mort enchainée de Maurice Magre, 10 septembre 1920.
- Mme Chadeaux, dans Maman Colibri de Henry Bataille, 29 décembre 1920.
- Mme Vagret, dans La Robe rouge d’Eugène Brieux, 1er mars 1921.
- Dame Pluche, dans On ne badine pas avec l'amour d’Alfred de Musset, septembre 1922.
- Mlle Michonneau, dans Vautrin d’Edmond Guiraud, d’après Honoré de Balzac, 12 mai 1922.
- La Baronne de Sainte-Hermine, dans L’amour veille de Gaston Arman de Caillavet et Robert de Flers, 3 août 1922.
- Dona Primitiva, dans Le Chevalier de Colomb de François Porché, 26 octobre 1922.
- Claire de Maurevers, dans L’Ivresse du sage de François de Curel, 5 décembre 1922.
- La Marquise, dans Le Député de Bombignac d’Alexandre Bisson, 19 décembre 1922.
- Phénice dans Mithridate de Jean Racine, 1923.
- La tante Thérèse, dans Le Carnaval des enfants de Saint-Georges de Bouhélier, 6 mars 1923.
- Mme Lecointe, dans Poliche d'Henry Bataille, 12 novembre 1923.
- Claudine, dans La Dépositaire d’Edmond Sée, 13 mai 1924.
- Berthe, dans Hedda Gabler d’Henrik Ibsen, 9 mars 1925.
- Une mère, dans Alkestis de Georges Rivollet, d’après Euripide, 1er juillet 1926.

Autres rôles :
- En été 1908, à l’abbaye de Saint-Wandrille, Jeanne Even joua Geneviève dans Pelléas et Mélisande de Maurice Maeterlinck. Il semble qu'à l'été 1915, dans le même lieu, elle jouait encore Geneviève dans le film muet Pelléas et Mélisande réalisé par Gustave Labruyère[24].
- Le 4 décembre 1913, à la Halle-aux-Draps de Tournai, Jeanne Even joua Stratonice dans Polyeucte de Pierre Corneille[25].
- Le 13 mai 1918, à l’Alhambra à Orléans, elle jouait le rôle de Renaude dans L’Arlésienne, d’Alphonse Daudet et Georges Bizet[26],[27].

## Filmographie
Entre 1917 et 1924, Jeanne Even, en partie sous le nom de Jane Even, participait, comme actrice de cinéma, dans les films suivants :
- 1917 : Le Dédale de Jean Kemm : Mme Vilard-Duval[29].
- 1917 : Par la vérité de Maurice de Féraudy et Gaston Leprieur[30].
- 1918 : La Route du devoir de Georges Monca : Mademoiselle Laroche[31].
- 1920 : Le Penseur de Léon Poirier : grand-mère Dartigue
- 1922 : La Ferme du Choquart de Jean Kemm : Mme veuve Paluel, une fermière[32].
- 1924 : Violettes impériales de Henry Roussel : comtesse de Saint-Affremond[33].